# Idemitsu Kosan
Idemitsu Kosan (出光興産株式会社 Idemitsu Kōsan Kabushiki-gaisha, âm Hán Việt: Xuất Quang Hưng Sản châu thức hội xã TYO: 5019 ) là công ty xăng dầu Nhật Bản. Công ty chuyên tinh chế xăng dầu và kinh doanh các sản phẩm chế biến từ dầu mỏ. Người sáng lập ra công ty là ông Sazō Idemitsu (1885-1981).
Idemitsu là công ty lớn thứ hai trong ngành lọc dầu tại Nhật Bản (chỉ sau Nippon Oil) . Năm 2011, công ty đứng thứ 233 thế giới về doanh thu, theo danh sách Fortune Global 500  và thứ 29 trong ngành lọc dầu (số liệu 2009) .
Có thể nhận biết sản phẩm của Idemitsu qua 2 logo: logo thần Apolo trên các sản phẩm xăng dầu dùng cho ô tô, chất đốt hoặc logo thần Daphne trên các sản phẩm xăng dầu dùng trong công nghiệp, tàu thuyền. Kể từ ngày thành lập, khẩu ngữ "tôn trọng con người" được sử dụng làm phương châm cho mọi hoạt động của công ty. Idemitsu hướng tới trở thành một công ty được cả cộng đồng xã hội rộng lớn kỳ vọng và tin tưởng .

## Lịch sử
Sazō Idemitsu sáng lập ra Idemitsu & Co. (出光商会 Thương hội Idemitsu ) vào năm 1911, bán dầu nhờn cho Nippon Oil ở Moji, phía bắc Kyushu. Sau đó, công ty mở rộng bán dầu nhiên liệu cho thuyền cá ở Shimonoseki.
Sau thành công ở Nhật Bản, Idemitsu đã mở rộng kinh doanh sang Mãn Châu (Trung Quốc) năm 1914. Tại đây, công ty vận tải đường sắt Nam Mãn Châu là một khách hàng quan trọng trong kinh doanh dầu nhờn của Idemitsu.
Idemitsu đã mở chi nhánh tại Đại Liên, Đông Bắc Trung Quốc để thâm nhập vào thị trường Trung Quốc mà vốn dĩ đã bị chiếm hữu bởi các công ty dầu khí phương Tây như Standard Oil, Asiatic Petroleum Company (Công ty con của Shell). Idemitsu đã mở rộng kinh doanh tới cả Bắc Trung Quốc, Hàn Quốc và Đài Loan.
Sau khi Nhật Bản chiếm đóng Mãn Châu vào năm 1932, chính phủ đã kiểm soát việc kinh doanh xăng dầu và buộc Idemitsu phải thu nhỏ quy mô lại. Lúc này, Idemitsu đã chuyển sang vận chuyển dầu mỏ. Năm 1940, trụ sở chính của công ty được rời tới Tokyo và tên công ty được đổi thành Idemitsu Kosan K.K. (Kabushiki Kaisha, stock company) như hiện nay.
Sau chiến tranh, Idemitsu Kosan bị mất các mối quan hệ kinh doanh quốc tế bởi các thế lực chiếm đóng Nhật Bản. Idemitsu là một trong 10 công ty cung cấp xăng dầu được bộ công nghiệp và thương mại quốc tế (MITI) bầu chọn. Idemitsu đã cắt ràng buộc với Nippon Oil và bắt đầu nhập khẩu Naphtha (một sản phẩm trung gian của xăng dầu), lúc đầu là từ Mỹ, sau đó nhập từ Venezuela và Iran.
Bộ luật bảo hộ công nghiệp xăng dầu đã giúp cho Idemitsu cạnh tranh lại với các công ty nước ngoài và đồng thời đã nâng cao tầm quan trọng trong sự cần thiết phải sở hữu nhà máy lọc dầu riêng của công ty.
Tokuyama là nhà máy lọc dầu đầu tiên của Idemitsu được khởi động vào năm 1957. Tiếp theo đó là nhà máy lọc dầu Chiba vào năm 1963, nhà máy lọc dầu Hyogo năm 1970, nhà máy lọc dầu Hokkaido năm 1973 và nhà máy lọc dầu Aichi năm 1975 đã được xây dựng.
Năm 1953, Idemitsu sử dụng tàu cỡ lớn Nisshomaru của công ty để nhập dầu từ Iran. Idemitsu đã nỗ lực mua dầu với giá thấp hơn 30% so với giá thị trường. Điều này đã khiến Idemitsu gặp xung đột với chính phủ Nhật Bản và MITI. Sau sự kiện đảo chính tại Iran năm 1953, Idemitsu chuyển sang nhập dầu thô từ Liên Xô vào những năm 1960. Idemitsu đã nhập được dầu với giá thấp hơn 40% so với thị trường. Tuy nhiên, Mỹ đã quyết định tẩy chay Idemitsu khi công ty này cung cấp nhiên liệu máy bay phản lực cho quân đội Nhật Bản. Idemitsu gọi sự tẩy chay này là "món quà Giáng Sinh kỳ quặc" nhưng "hoàn toàn vô nghĩa". Năm 1978, Idemitsu hủy hợp đồng với Liên Xô.

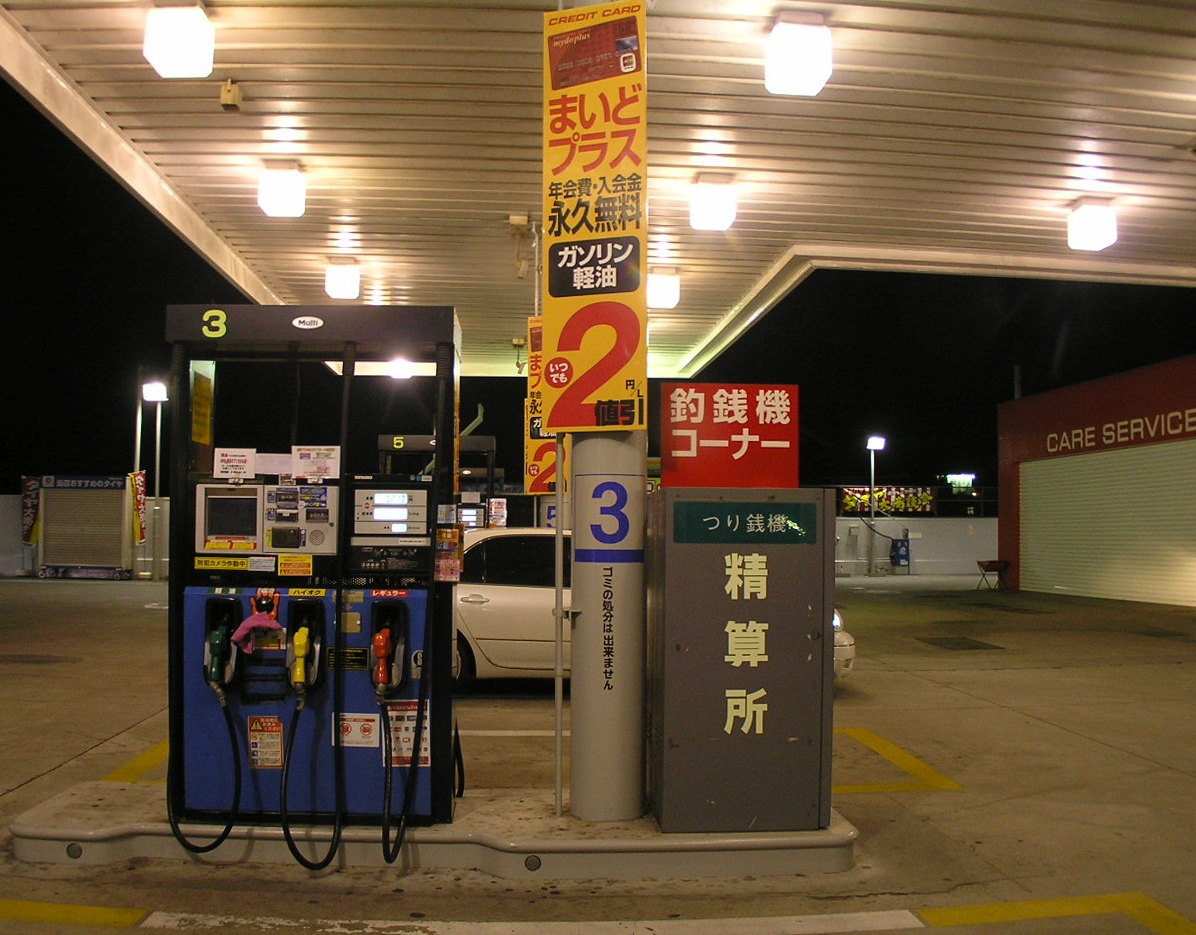
Idemitsu đã nhánh chóng triển khai các trạm xăng tự phục vụ khi nó vừa được hợp pháp hóa năm 1998

Idemitsu cũng đã có xung đột với hiệp hội dầu mỏ Nhật Bản và thậm chí đã rời khỏi hiệp hội này.(Hiệp hội dầu mỏ Nhật Bản được thiết lập bởi MITI nhằm quản lý, kiểm soát sản xuất). Cuộc đình công của nghiệp đoàn thủy thủ năm 1965 đã dẫn tới tình trạng thiếu dầu mỏ. Idemitsu đã lờ đi các định mức và sản xuất với công suất tối đa. Năm 1966, khi những giới hạn về giá cả và định mức sản xuất được gỡ bỏ, Idemitsu đã tham gia trở lại vào PAJ. Người em trai – ông Keisuke Idemitsu lên nắm quyền chủ tịch công ty còn ông Sazō trở thành chủ tịch hội đồng quản trị và tiếp tục nắm thực quyền.
Idemitsu tiếp tục chiến lược liên kết dọc để điều hành cả hệ thống đại lý cung cấp. Năm 1976, Idemitsu bắt đầu khoan dầu và khí đốt ở ngoài khơi Aga Field, Niigata (biển Nhật Bản). Sản xuất thương mại được bắt đầu vào năm 1984. Idemitsu đã có được cổ phần trong những mỏ dầu nước ngoài và vào năm 1987, công ty đã bắt đầu khai thác mỏ dầu thuộc Đông Nam Thổ Nhĩ Kỳ cùng với công ty Neste Oy, Phần Lan. Idemitsu tham gia vào các dự án khoan dầu trên khắp thế giới và đã có cổ phần ở mỏ dầu Snorre, Nauy và ở Australia.
Idemitsu còn đầu tư vào ngành than đá. Công ty nhập khẩu than từ Australia và có sở hữu các mỏ ở Muswellbrook, New South Wales và Ebenezer, Queensland. Idemitsu trở thành công ty khai mỏ than lớn nhất Nhật Bản và đã phát triển hệ thống ca-tri-đơ than (CCS) phục vụ cho các khách hàng nhỏ lẻ. Bên cạnh đó, Idemitsu còn tiến hành nghiên cứu phát điện từ địa nhiệt và khai thác mỏ Uran ở Canada cùng với Cameco và Cogema. Sự kiện giá dầu giảm mạnh năm 1985 đã làm cho lợi nhuận của Idemitsu trong các dự án sử dụng năng lượng phi dầu mỏ giảm.
Những tranh luận về giới hạn trong nhập khẩu dầu mỏ một lần nữa lại nổi lên. Năm 1962, Idemitsu tán thành việc mở cửa, đối mặt với sự cạnh tranh của các công ty nước ngoài tuy nhiên hầu hết các công ty khác trong công nghiệp dầu khí Nhật Bản đều phản đối.
Chính phủ Nhật Bản đã tiến tới thỏa hiệp sẽ từ từ mở cửa cho nhập khẩu tự do và gỡ bỏ các hạn ngạch sản xuất trong ngành lọc dầu.

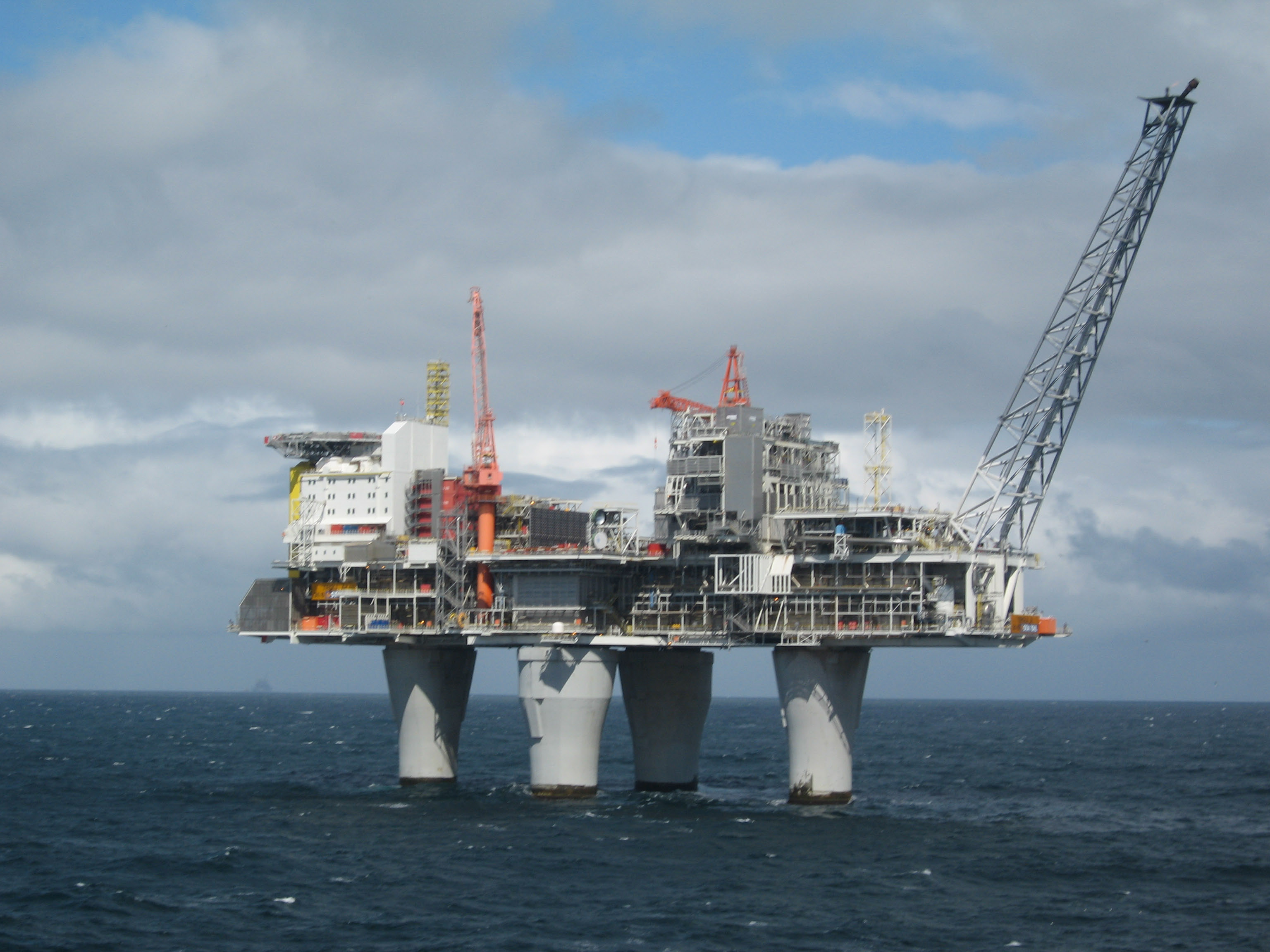
Năm 1992, Idemitsu Kosan bắt đầu xây dựng các dàn khoan dầu ở vùng biển Bắc (hình ảnh chỉ có tính minh họa).

Trong những năm 1990, Idemitsu bắt đầu mở các trạm dịch vụ bên ngoài Nhật Bản, tại Bồ Đào Nha và Puerto Rico, sau đó là nhà máy dầu nhờn ở Mỹ. Sự bãi bỏ của luật xăng dầu đặc biệt cùng với sự hợp pháp hóa dịch vụ tự bơm phục vụ ở các trạm xăng đã tạo ra một bước ngoặt lớn trong công nghiệp xăng dầu. Cho tới những năm 1990, nhu cầu về xăng dầu ở Nhật giảm do cuộc khủng hoảng kinh tế kéo dài. Công nghiệp xăng dầu quá lớn nên nhiều công ty đã tiến hành hợp nhất với nhau. Tại thời điểm chuyển giao thế kỷ này, Idemitsu Kosan là công ty lọc dầu lớn duy nhất không hợp thể với công ty nào cả. Công ty vẫn hoàn toàn được nắm giữ bởi gia đình Idemitsu và các thành viên của công ty.
Năm 2006, Idemitsu Kosan trở thành công ty đại chúng tại sở giao dịch chứng khoán Tokyo sau khi phát hành cổ phiếu lần đầu (IPO) lên tới 109.4 tỷ yên.
Các công ty dầu khí hóa lỏng (LPG) thuộc Idemitsu Kosan và Mitsubishi đã hợp nhất với nhau vào 1/4/2006 và trở thành công ty cổ phần Astomos Energy.
Sau chiến tranh thế giới thứ II, Idemitsu trở thành công ty nhập khẩu, tinh chế dầu nội địa lớn của Nhật Bản. Cho tới đầu năm 2000, Idemitsu cùng với Suntory, Lotte, Yanma... đều được biết đến là những công ty lớn chưa lên sàn. Nhưng vào 14/10/2006, với mục tiêu trở thành công ty mở cửa thời đại, Idemitsu đã chính thức lên sàn tại sở giao dịch chứng khoán Tokyo.
Từ thời điểm thành lập cho tới khi lên sàn, Idemitsu đi theo nguyên tắc kinh doanh truyền thống Nhật Bản - Chủ nghĩa đại gia đình. Hoàn toàn không có bảng theo dõi thời gian làm việc và chế độ nghỉ hưu (vài năm gần đây đã sửa đổi). Thêm vào đó, cho tới lúc lên sàn, công ty đã trải qua một thời gian dài với số vốn tư bản vô cùng khiêm tốn - 100 triệu yên.
Các công ty chính có liên hệ trực tiếp với Idemitsu bao gồm công ty cổ phần Astomos Energy, công ty cổ phần Idemitsu Tanker, công ty cổ phần khai thác xăng dầu và khí đốt Idemitsu, công ty cổ phần Idemitsu Engineering, Apolo Service, Idemitsu Credit Card..
Năm 2023, Idemitsu Kosan hợp tác với Toyota trong việc sản xuất Pin thể rắn.

## Hoạt động và sản phẩm

### Vận chuyển và lọc dầu
Công ty con xăng dầu và khí đốt Idemitsu sản xuất khoảng 30.000 thùng (4,800 m3)dầu thô 1 ngày. Hầu hết nguồn dầu này được lấy từ mỏ dầu Nauy ở biển Bắc. Tại biển Nhật Bản, Idemitsu sở hữu trạm khoan ở Niigata, gần Aga và Iwafune, tuy nhiên sản lượng thấp.. Ngoài ra Idemitsu còn tham gia các dự án khảo sát tại Việt Nam, Thái Lan, Campuchia. Riêng tại Việt Nam, Idemitsu hợp tác cùng khai thác với Zarubezhneft của Nga và Công ty dầu khí Việt Nam.
Idemitsu sở hữu 12 tàu chở dầu phục vụ cho vận chuyển quốc tế.

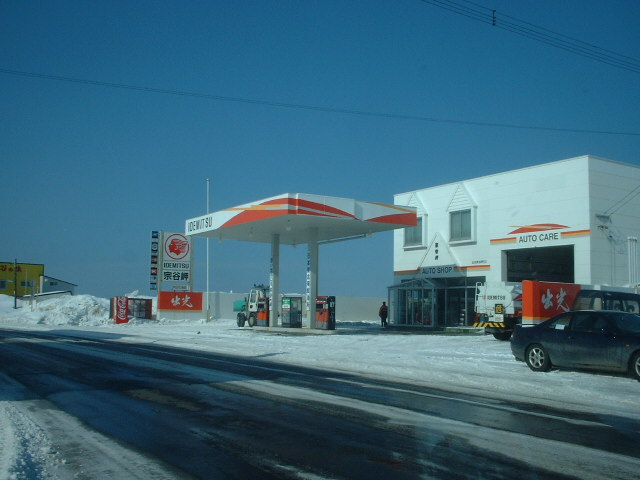
Một trạm dịch vụ của Idemitsu

### Xăng dầu
Idemitsu sở hữu 4,100 trạm dịch vụ.

### Sản phẩm hóa dầu
Idemitsu Kosan có 2 cơ sở sản xuất các sản phẩm hóa dầu ở Chiba và Tokuyama. 2 cơ sở này cung cấp rất đa dạng các sản phẩm hóa cơ bản cho ngành công nghiệp hóa chất trong nước cũng như nước ngoài.
Tại châu Âu, hoạt động kinh doanh của Idemitsu được thông qua Idemitsu Chemicals Europe PLC. Những sản phẩm hóa cơ bản bao gồm các olefin như ethylene, propylene, các hợp chất vòng thơm như benzene, para-xylene và styrene. Idemitsu còn là nhà cũng cấp các sản phẩm chất dẻo như đĩa CD nén, bảng mạch điện. Ngoài ra, Idemitsu còn sản xuất dầu nhờn (một trong những lĩnh vực chính của công ty)., vật liệu huỳnh quang cho màn hình OLED và tại nhà máy Chiba, Idemitsu còn liên kết với BASF của Đức để sản xuất 1,4-Butanediol cho thị trường Nhật Bản. Idemitsu cũng sản xuất một số được liệu.

### Những nguồn năng lượng khác
- Idemitsu sở hữu 4 mỏ than ở Australia, sản xuất 10 triệu tấn than/năm.[26]
- Idemitsu tham gia khai thác mỏ Uran ở Cigar Lake Mine, Canada.[26]
- Idemitsu đang tiến hành nghiên cứu phát điện từ địa nhiệt ở Oita, Nhật Bản.[27]
- Cùng với Mitsubishi, Idemitsu dự tính sử dụng phương pháp được phát triển bởi Honda và viện nghiên cứu cách tân công nghệ trái đất để sản xuất nhiên liệu sinh học với quy mô lớn. Nhà máy sản xuất có thể sẽ được xây dựng ở Bắc Mỹ, Trung Quốc hoặc Đông Nam Á, nơi có nguồn nguyên liệu rẻ.[28]

## Các cơ sở chính

### Các đại lý, chi nhánh

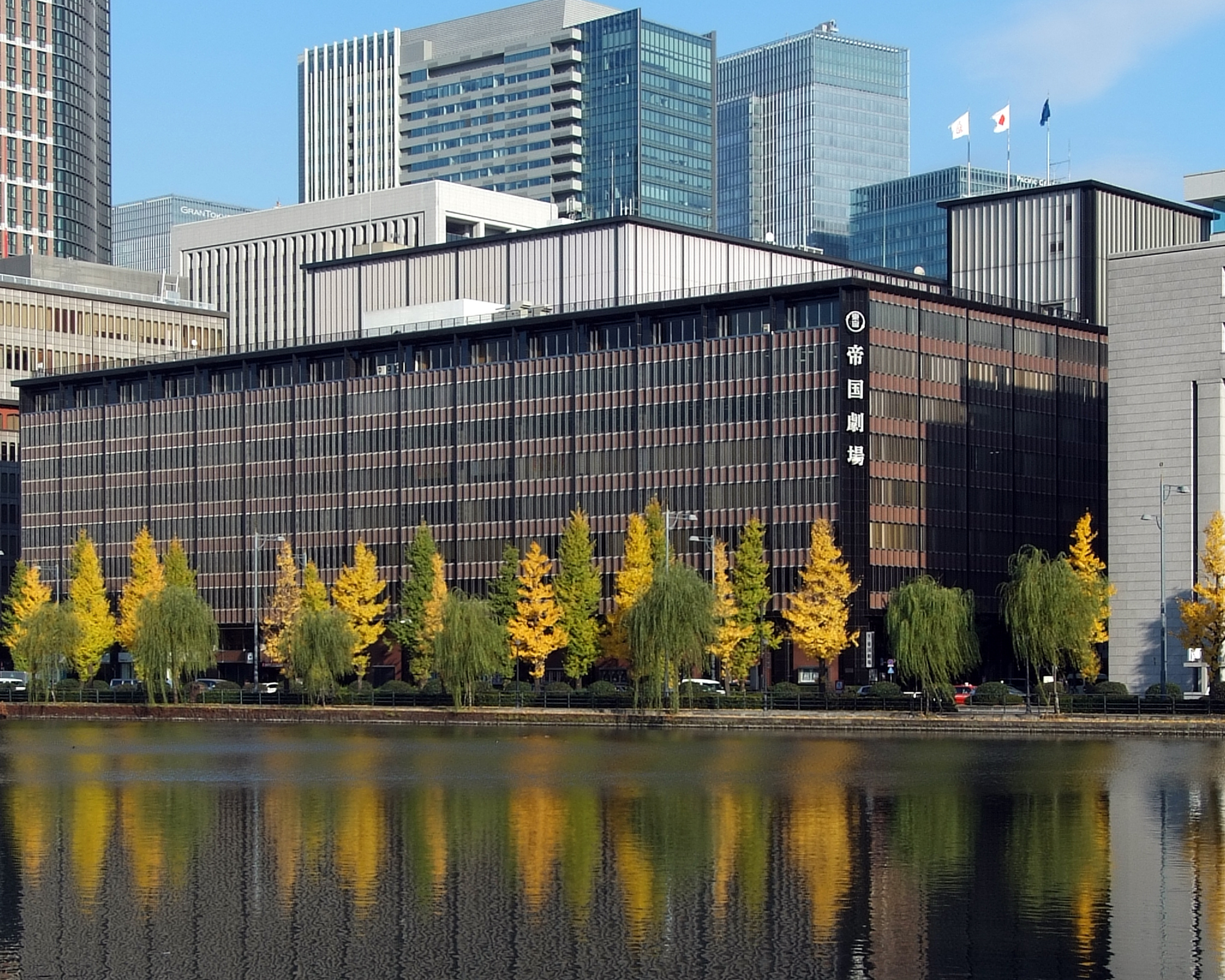
Trụ sở chính của Idemitsu

Trụ sở chính: Tòa nhà kịch trường đế quốc, 3-1-1 Marunouchi, Chiyoda, Tokyo, Nhật Bản.
Chi nhánh: Hokkaido, Tohoku, Đại lý số 1 Kanto, Đại lý số 2 Kanto, Tokai Hokuriku, Kansai, Chukoku Shikoku, Kyushu, Okinawa.

### Các khu tinh chế dầu
- Khu tinh chế dầu Hokkaido - Masago, Tomakomai, Hokkaido. (công suất 140.000 thùng)
- Khu tinh chế dầu Chiba - Bờ biển Anesagi, Ichihara, Chiba. (công suất 220.000 thùng)
- Khu tinh chế dầu Aichi - Minamihama, Shita, Aichi. (công suất 160.000 thùng)
- Khu tinh chế dầu Tokuyama - Shingu, Shunan, Yamaguchi. (công suất 120.000 thùng)

Khu tinh chế dầu Hyogo và Okinawa đã ngừng hoạt động kể từ năm 2003 sau khi Nippon Oil thỏa thuận sẽ cung cấp cho Idemitsu Kosan 40.000 thùng/ ngày (6,400m3/ngày) 
Ước tính tới năm 2020, nhu cầu về xăng dầu trong nội địa nước Nhật sẽ giảm khoảng 30% so với hiện nay (2012), Idemitsu đã quyết định sẽ ngừng hoạt động khu tinh chế dầu Tokuyama vào 3/2014.
Idemitsu Kosan đóng góp 13% sản lượng trong tổng sản lượng của tổng cộng 30 khu tinh chế dầu đang hoạt động ở Nhật Bản (tổng công suất là 4.83 triệu thùng/ ngày = 768.000 m3/ngày). Bên cạnh đó công ty còn chiếm từ 14% tới 34% thị phần của các sản phẩm khác.

### Các nhà máy sản xuất
Nhà máy Chiba - Bờ biển Anesagi, Ichihara, Chiba.
Nhà máy Tokuyama - Shingu, Shunan, Yamaguchi.

### Khu nghiên cứu
Khu nghiên cứu kỹ thuật tiên tiến - Kamiizumi, Sodegaurashi, Chiba.
Khu nghiên cứu kinh doanh - Bờ biển Anesagi, Ichihara, Chiba.

## Các công ty liên kết
Tính tới thời điểm 1/7/2009 tập đoàn Idemitsu bao gồm 78 công ty con và 33 công ty liên kết.

### Nội địa
Chẩn đoán, bảo dưỡng thiết bị máy móc và kinh doanh các sản phẩm liên quan

| Tên công ty                                            | Địa chỉ trụ sở chính | Lĩnh vực kinh doanh chủ yếu |
| ------------------------------------------------------ | -------------------- | --- |
| Công ty cổ phần Idemitsu Tanker                        | Tokyo Shinjuku       | Vận chuyển đường biển dầu thô và các sản phẩm hóa dầu                                                                            |
| Công ty cổ phần bán lẻ Idemitsu                        | Tokyo Chuuo          | Kinh doanh sản phẩm hóa dầu |
| Công ty cổ phần SI-Energy                              | Tokyo Minato         | Kinh doanh sản phẩm hóa dầu |
| Công ty cổ phần Hokkaido Joint Oil Stockpiling         | Tokyo Shinjuku       | Giao dịch, dự trữ dầu thô |
| Công ty cổ phần xăng dầu Okinawa                       | Okinawa Uruma        | Giao dịch, dự trữ sản phẩm hóa dầu                                                                                               |
| Công ty cổ phần Atomos Energy                          | Tokyo Chiyoda        | Kinh doanh, nhập khẩu khí đốt,dầu mỏ hóa lỏng                                                                                    |
| Công ty cổ phần Idemitsu Unitec                        | Tokyo Chuuo          | Sản xuất, kinh doanh chất dẻo |
| Công ty cổ phần Idemitsu Technofine                    | Tokyo Sumida         | Sản xuất, kinh doanh vật liệu chức năng                                                                                          |
| Công ty cổ phần Prime Polymer                          | Tokyo Minato         | Sản xuất,kinh doanh Polystyrene・Polypropylene                                                                                   |
| Công ty cổ phần PS Japan                               | Tokyo Bunkyo         | Sản xuất, kinh doanh Polystyrene                                                                                                 |
| Công ty cổ phần khai thác xăng dầu và khí đốt Idemitsu | Tokyo Minato         | Phát triển tài nguyên dầu mỏ |
| Công ty cổ phần bán lẻ Apollo                          | Tokyo Minato         | Sản xuất, nhập khẩu thiết bị dùng trong ô tô (trước đây từng kinh doanh lốp SKID GUARD do Idemitsu sáng chế (Bảo hành 50.000 km) |
| Công ty cổ phần Idemitsu Engineering                   | Chiba Mihama         | Thiết kế, xây dựng, bảo an thiết bị công trường                                                                                  |
| Công ty cổ phần IS Electrode Materials                 | Tokyo Chiyoda        | Sản xuất, kinh doanh Điện cực trong suốt                                                                                         |
| Công ty cổ phần Idemitsu Credit Card                   | Tokyo Sumida         | Thẻ tín dụng |
| Dịch vụ bảo hiểm Idemitsu                              | Tokyo Chuuo          | Quản lý các đại lý bảo hiểm |
| Công ty cổ phần địa nhiệt Oita Idemitsu                | Tokyo Chiyoda        | Phát triển tài nguyên năng lượng địa nhiệt                                                                                       |

### Nước ngoài
| Tên Nước  | Tên công ty                                    | Lĩnh vực kinh doanh chủ yếu               |
| --------- | ---------------------------------------------- | ----------------------------------------- |
| Hồng Kông | Công ty trách nhiệm hữu hạn Idemitsu Trung Hoa | Kinh doanh dầu thô, sản phẩm hóa dầu      |
| Anh Quốc  | IDEMITSU INTERNATIONAL(EUROPE) PLC             | Kinh doanh dầu thô, sản phẩm hóa dầu      |
| Singapore | Idemitsu International (Asia) Pte.Ltd.         | Kinh doanh dầu thô, sản phẩm hóa dầu      |
| Singapore | Idemitsu Lube (Singapore) Pte.Ltd.             | Sản xuất, kinh doanh dầu nhờn             |
| Thái Lan  | Apollo (Thái Lan) Co., Ltd.                    | Sản xuất, kinh doanh dầu nhờn             |
| Hoa Kỳ    | Idemitsu Lubricants America Corporation        | Sản xuất, kinh doanh dầu nhờn             |
| Malaysia  | Idemitsu SM (Malaysia) Sdn.Bhd.                | Sản xuất, kinh doanh styrene              |
| Malaysia  | Petrochemicals (Malaysia) Sdn.Bhd.             | Sản xuất, kinh doanh polystyrene          |
| Đài Loan  | Công ty cổ phần hữu hạn Formosa Idemitsu       | Kinh doanh polycarbonate                  |
| Úc        | Idemitsu Australia Resources Pty Ltd           | Khai thác, phát triển, kinh doanh Than đá |
| Canada    | Idemitsu Canada Resources Ltd                  | Khai thác, phát triển Uran                |
| Việt Nam  | Idemitsu Lube Vietnam Co., Ltd                 | Sản xuất, kinh doanh dầu nhờn             |
| Indonesia | P.T. Idemitsu Lube Tecno Indonesia             | Sản xuất, kinh doanh dầu nhờn             |

#### Tại Việt Nam
Vào năm 2008, Idemitsu Kosan đã hợp tác cùng với tập đoàn Dầu khí quốc tế Cô-oét, tập đoàn Dầu khí Việt Nam và công ty Hóa chất Mitsui lên kế hoạch xây dựng khu lọc dầu Nghi Sơn. Dự án đã được dự tính khởi công vào năm 2010 và sẽ hoàn thành vào năm 2014 với công suất dự kiến là 200.000 thùng/ ngày (32.000 m3/ngày). Bên cạnh đó, Idemitsu đã mở cơ quan hành chính tại Hà Nội và đang mang tham vọng mở rộng kinh doanh tới Việt Nam và các nước xung quanh trong khu vực.
Hiện nay, Idemitsu Kosan đang thực hiện dự án lọc dầu Nghi Sơn (Thanh Hóa) lớn nhất Việt Nam. Liên doanh thực hiện dự án này gồm: Tập đoàn Dầu khí Việt Nam (PetroVietNam) 25,1%; Tập đoàn Dầu khí quốc tế Cô-oét (KPI) thông qua công ty đầu tư của mình là KPE góp 35,1%; Công ty Idemitsu Kosan (IKC) 35,1% và Công ty Hóa chất Mitsui (MCI) 4,7%.
Với tổng mức đầu tư khoảng 6 tỉ USD, tỉ lệ vốn vay, vốn góp dự kiến là 70% - 30% (vốn góp ban đầu là 200 triệu USD để triển khai ngay dự án).
Theo tập đoàn dầu khí quốc gia Việt Nam, dự án này nhằm thực hiện chiến lược phát triển lĩnh vực khâu sau dầu khí (cả lọc dầu và hóa dầu) của Tập đoàn cũng như quốc gia, góp phần đảm bảo an ninh năng lượng quốc gia (nhất là sản phẩm xăng dầu).